# إيف بريفوست
إيف بريفوست هو قاضي ومحامي وسياسي كندي، ولد في 11 يوليو 1908 في مدينة كيبك في كندا، وتوفي بنفس المكان في 27 نوفمبر 1997. حزبياً، نشط في الإتحاد الوطني. وقد انتخب عمدة وانتخب List of leaders of the opposition of Quebec ‏ (20 سبتمبر 1960 – 11 يناير 1961) وانتخب عضو الجمعية الوطنية في كيبك ‏.